# Sérgio Toledo Machado
Sérgio Toledo Machado, detto Sérgio Macarrão (Rio de Janeiro, 24 febbraio 1945), è un ex cestista brasiliano.

## Carriera
Con il Brasile ha disputato due edizioni dei Giochi olimpici (Tokyo 1964, Città del Messico 1968) e due dei Campionati mondiali (1967, 1970).